# Kolglödfisk
Kolglödfisk (Amphiprion ephippium) är en fiskart som först beskrevs av Bloch, 1790.  Kolglödfisk ingår i släktet Amphiprion och familjen Pomacentridae. Inga underarter finns listade i Catalogue of Life.